# Gare de Sembon
La gare de Sembon (千本駅, Senbon-eki) est une gare ferroviaire localisée dans la ville de Tatsuno, dans la préfecture de Hyōgo au Japon. La gare est exploitée par la compagnie JR West, sur la ligne Kishin.

## Service des voyageurs

### Desserte
La gare de Sembon est une gare disposant d'un quai et d'une voie.

| N° de voie | Ligne    | Direction    |
| ---------- | -------- | ------------ |
| 1          | ▆ Kishin | Sayo/Tsuyama |
| 1          | ▆ Kishin | Himeji       |

| JR West          |               |               |               |                 |
| Direction Himeji | Ligne Kinshin | Ligne Kinshin | Ligne Kinshin | Direction Niimi |
| Harima-Shingū    |               | -             |               | Nishi-Kurisu    |